# Music for the Masses
Music for the masses je šesti album grupe Depeche Mode. Snimljen je i izdan 1987. godine.

## O albumu
Izdan 1987.,album je polučio značajan uspjeh sastava u SAD-u. Pustanje na studentskim radijima i različitim underground platformama,  omogucili su stjecanje popularnosti, posebice kod mlađe, neuklopljene i underground publike. Veliki su uspjeh požnjeli singlovi Strangelove, Little 15, Behind the wheel a posebice pjesma Never let me down again sa zapaženim spotom kojeg je rezirao Anton Corbijin, inače poznati fotograf i redatelj spotova (poznat po suradnji s grupama U2, Nirvana, Joy Division, Nine Inch Nails). Ovitak albuma (intenzivno crveni megafoni usred pustinje) uparen s naslovom sadrži ironijski odmak jer je Depeche mode publiku primarno nalazio u alternativnim, a ne mainstream krugovima. Album je popracen velikom turnejom 101 kulminirajuci koncertom na stadionu Pasadena Rose Bowl pred 70 000 gledatelja koji je, zahvaljujuci popratnom filmu redatelja D.A.Pennbakera, stekao kultni status.

## Popis pjesama

### 1987 izdanje: Mute / Stumm 47
1. "Never Let Me Down Again"  – 4:47
2. "The Things You Said"  – 4:02
3. "Strangelove"  – 4:56
4. "Sacred"  – 4:47
5. "Little 15"  – 4:18
6. "Behind the Wheel"  – 5:18
7. "I Want You Now"  – 3:44
8. "To Have and to Hold"  – 2:51
9. "Nothing"  – 4:18
10. "Pimpf"  – 5:25
11. "Agent Orange"  – 5:05
12. "Never Let Me Down Again [Aggro Mix]"  – 4:55
13. "To Have and to Hold [Spanish Taster]"  – 2:34
14. "Pleasure, Little Treasure"  – 5:36

### 2006 re-izdanje
Mute: DM CD 6 (CD/SACD + DVD) / CDX STUMM 47 (CD/SACD)
- Disc 1 je hibridni SACD/CD s multikanalnim zapisom.
- Disc 2 je DVD koji sadrži "Music for the Masses" u DTS 5.1, Dolby Digital 5.1 i PCM Stereo plus bonus materijal

1. "Never Let Me Down Again"  – 4:47
2. "The Things You Said"  – 3:55
3. "Strangelove"  – 4:38
4. "Sacred"  – 5:01
5. "Little 15"  – 4:14
6. "Behind the Wheel"  – 5:17
7. "I Want You Now"  – 3:28
8. "To Have and to Hold"  – 3:08
9. "Nothing"  – 4:12
10. "Pimpf"  – 3:56

Bonus Tracks (u PCM Stereo):
1. "Agent Orange"  – 5:05
2. "Pleasure, Little Treasure"  – 2:53
3. "Route 66"  – 4:11
4. "Stjarna"  – 4:25
5. "Sonata No.14 in C#m (Moonlight Sonata)"  – 5:36

Dodatni 5.1 Miksevi (DTS 5.1, Dolby Digital 5.1 i PCM Stereo):
1. "Agent Orange"  – 5:31
2. "Never Let Me Down Again [Aggro Mix]"  – 4:58
3. "To Have And to Hold [Spanish Taster]"  – 2:36
4. "Pleasure, Little Treasure [Glitter Mix]"  – 5:38

Dodatni materijal:
1. "Depeche Mode 87-88 (Sometimes You Do Need Some New Jokes)" [37 Minute video]